# Albera (Salvirola)
Albera (Àlbera in dialetto cremasco) è una frazione del comune cremonese di Salvirola posta a nordest del centro abitato.

## Storia

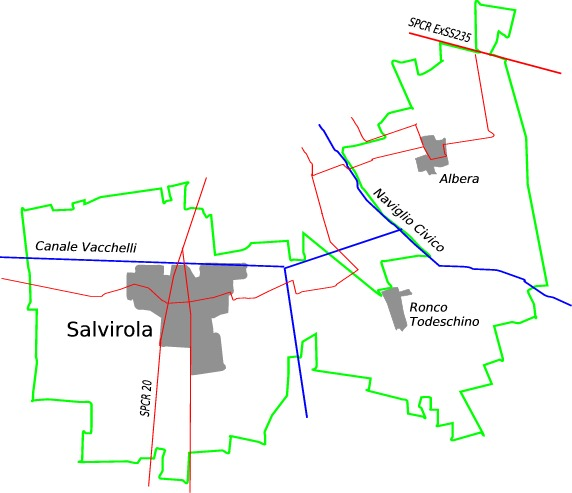
Mappa di Salvirola

La località era un piccolo borgo agricolo di antica origine del Contado di Cremona, con 72 abitanti a metà del Settecento.
In età napoleonica, dal 1809 al 1816, Albera fu frazione di Romanengo, recuperando l'autonomia con la costituzione del Regno Lombardo-Veneto.
All'unità d'Italia nel 1861, il comune contava 692 abitanti. Due anni dopo assunse il nome ufficiale di Triburgo, una denominazione riferita alle tre cascine del territorio, ma che nella sua assonanza germanofona appariva slegato dalla storia della zona.
Nel 1868 il comune di Triburgo venne aggregato al comune di Salvirola.